# Hanseatenring
Hanseatenring – nieistniejący już tymczasowy uliczny tor wyścigowy w Wismarze, funkcjonujący w latach 1954–1959. Odbywały się na nim między innymi eliminacje mistrzostw Wschodnioniemieckiej Formuły 3.

## Historia
Tor był wytyczony wokół ulicy Bürgermeister Haupt Straße. Otwarcie toru nastąpiło 11 kwietnia 1954 roku, kiedy to rozegrano tam treningi. Początkowo tor miał długość 1,850 km. Od 1955 roku na Hanseatenringu organizowano wyścigi motocyklowe i samochodowe. W 1956 roku obiekt wydłużono do 2,953 km. Wówczas to tor stał się lokalizacją mistrzostw Wschodnioniemieckiej Formuły 3, ponownie goszcząc serię w 1958 roku. Wyścigi te odbywały się pod nazwą „Hanseatenringrennen”, a także „Auto- und Motorradrennen Hanseatenring”. W 1958 roku organizację wyścigu przejął ADMV. W 1959 roku, podczas wyścigu motocyklowego, doszło do wypadku, w wyniku którego zginęło kilka osób i nie organizowano już później żadnych zawodów na Hanseatenringu.

## Zwycięzcy w Formule 3
| Rok  | Zwycięzca       | Samochód          | Źródło |
| ---- | --------------- | ----------------- | ------ |
| 1956 | Kurt Kuhnke     | Cooper T26-Norton | [ 5 ]  |
| 1958 | Kurt Ahrens sr. | Cooper T42-Norton | [ 6 ]  |